# Задната къща
„Задната къща. Дневникови писма 14 юни 1942 – 1 август 1944“ (на нидерландски: Het Achterhuis. Dagboekbrieven 14 Juni 1942 – 1 Augustus 1944) е дневник на Ане Франк, издаден през 1947 година, след нейната ранна смърт.
Ане Франк е дъщеря на германски евреи, емигрирали в Нидерландия след установяването на тоталитарния националсоциалистически режим. Тя води своя дневник, докато се укрива със семейството си в окупираната от германците Нидерландия по време на Втората световна война. В края на войната тя е заловена от властите и умира в германски концентрационен лагер по време на Холокост, но дневникът ѝ е запазен от нейни близки и е публикуван след края на войната, като през следващите години получава широка известност.
„Задната къща“ е издаден на български език през 1985 година в превод на Емилия Манолова и Храбър Будинов, който е преиздаден през 2011 година под заглавието „Дневникът на Ане Франк“.